# IC 4754
IC 4754 је спирална галаксија у сазвјежђу Паун која се налази на листи објеката дубоког неба у Индекс каталогу.
Деклинација објекта је - 61° 59' 21" а ректасцензија 18h 44m 0,4s. Привидна величина (магнитуда) објекта IC 4754 износи 13,6 а фотографска магнитуда 14,4. IC 4754 је још познат и под ознакама ESO 140-42, FAIR 185, PGC 62331.